# Butcher Nunatak
Butcher Nunatak är en nunatak i Antarktis. Den ligger i Västantarktis. Inget land gör anspråk på området. Toppen på Butcher Nunatak är 239 meter över havet.
Terrängen runt Butcher Nunatak är kuperad åt nordost, men åt sydväst är den platt. Trakten är obefolkad. Det finns inga samhällen i närheten.